# Pachycereus pecten-aboriginum
Espèce
Statut de conservation UICN

 LC  : Préoccupation mineure
Statut CITES
Pachycereus pecten-aboriginum est une espèce de plantes à fleurs de la famille des Cactaceae communément appelée brosse à cheveux ou peigne indien. C'est un cactus en forme de colonne originaire du Mexique. Le nom spécifique, pecten-aboriginum, vient du latin et signifie « peignes indigènes ». Il a été inspiré par l'utilisation des fruits comme peignes à cheveux.

## Description
Pachycereus pecten-aboriginum est un arbre atteignant 15 m de haut avec de nombreuses branches. Les branches dressées ou ascendantes mesurent jusqu'à 25 cm de diamètre. Des troncs peuvent atteindre 2 mètres de diamètre. Les tiges immatures, vert foncé, mesurent jusqu'à 22 cm de large et comportent 10 ou 11 côtes. Les tiges matures mesurent jusqu'à 17,5 cm de large et comportent 10 à 12 côtes légèrement arrondies. Ils ont un diamètre de 9 à 13 centimètres. Les aréoles portent des épines rigides et pointues, blanches à grises, mesurant jusqu'à 1 à 3 centimètres de long, qui peuvent être courbées sur les tiges matures,. Les huit à neuf épines radiales mesurent jusqu'à 1 centimètre et sont grisâtres.
La fleur est blanche et mesure environ 5,0 à 7,5 cm de long. Eiie s'ouvre le soir et ferme à midi. L'ovaire est recouvert de poils bruns veloutés. Les bractées florales sont linéaires avec des pointes longuement atténuées couvrant le développement des boutons floraux. La floraison a lieu de janvier à mars.
Le fruit est densément couvert de longues épines jaune doré atteignant ̼6 cm de long. Il mûrit en juin et juillet. Il se fend à maturité pour révéler une fine couche de pulpe ferme, rouge et juteuse et des graines noires brillantes, chacune d'environ 0,5 cm de long,,.

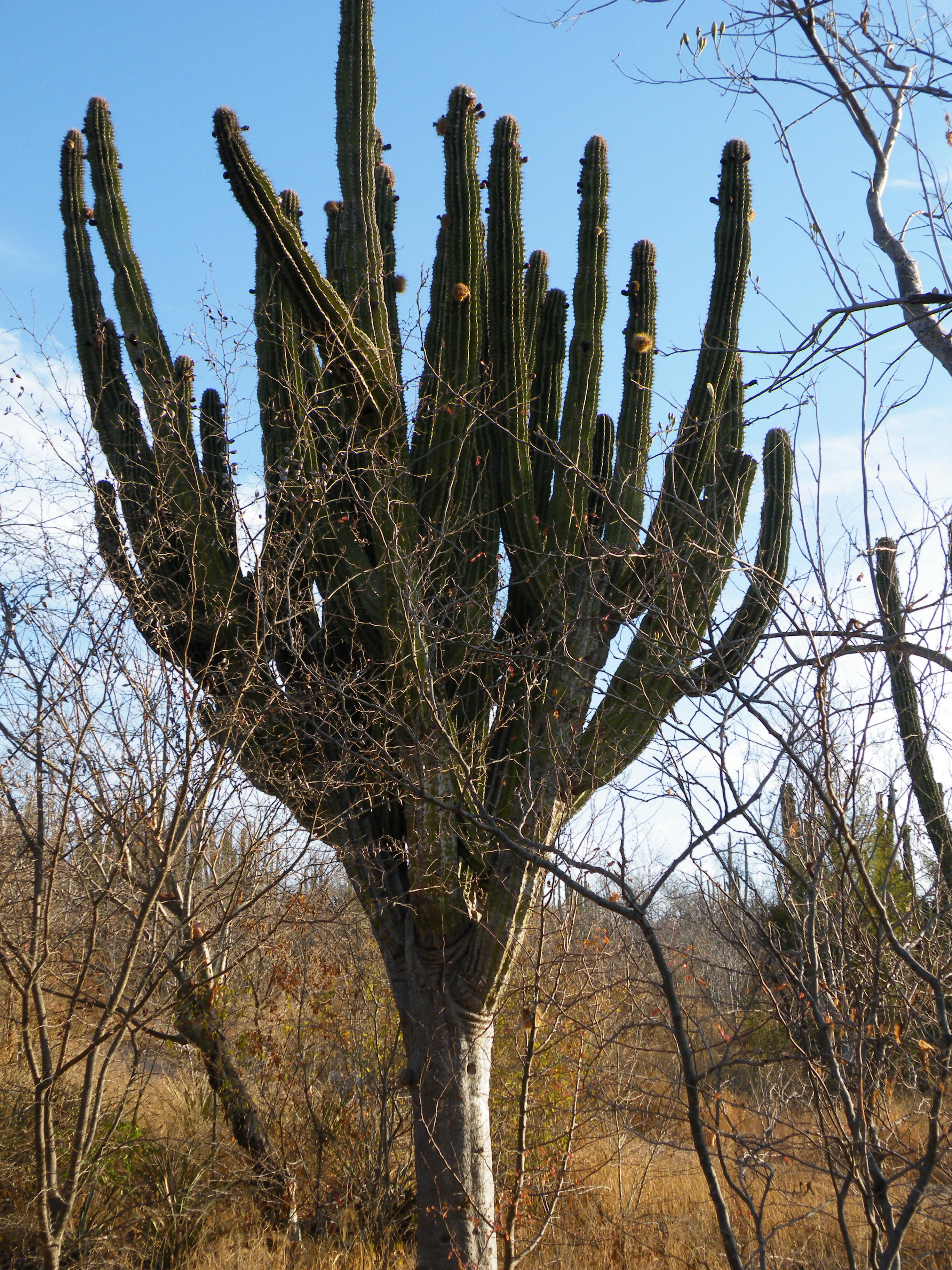
Plante adulte.
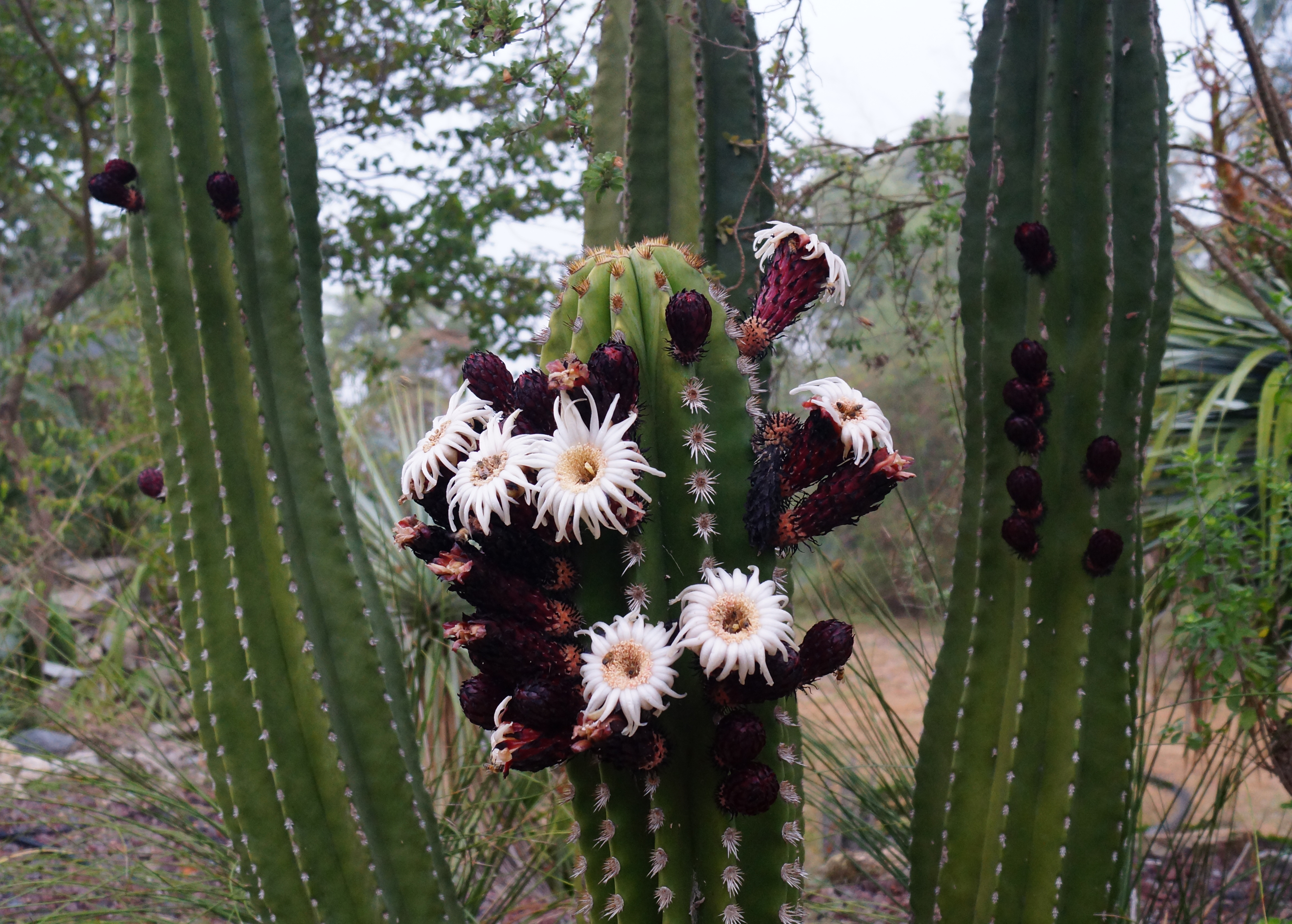
Fleurs.
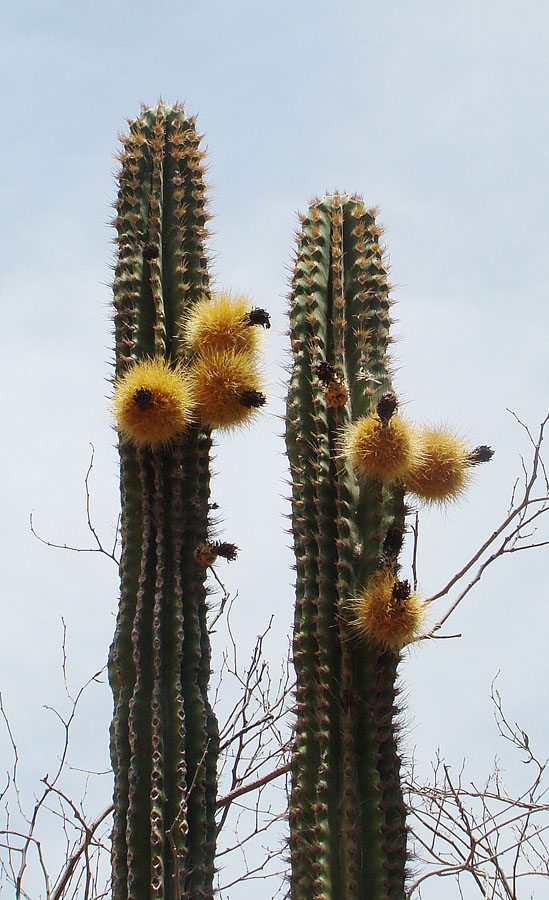
Fruits.
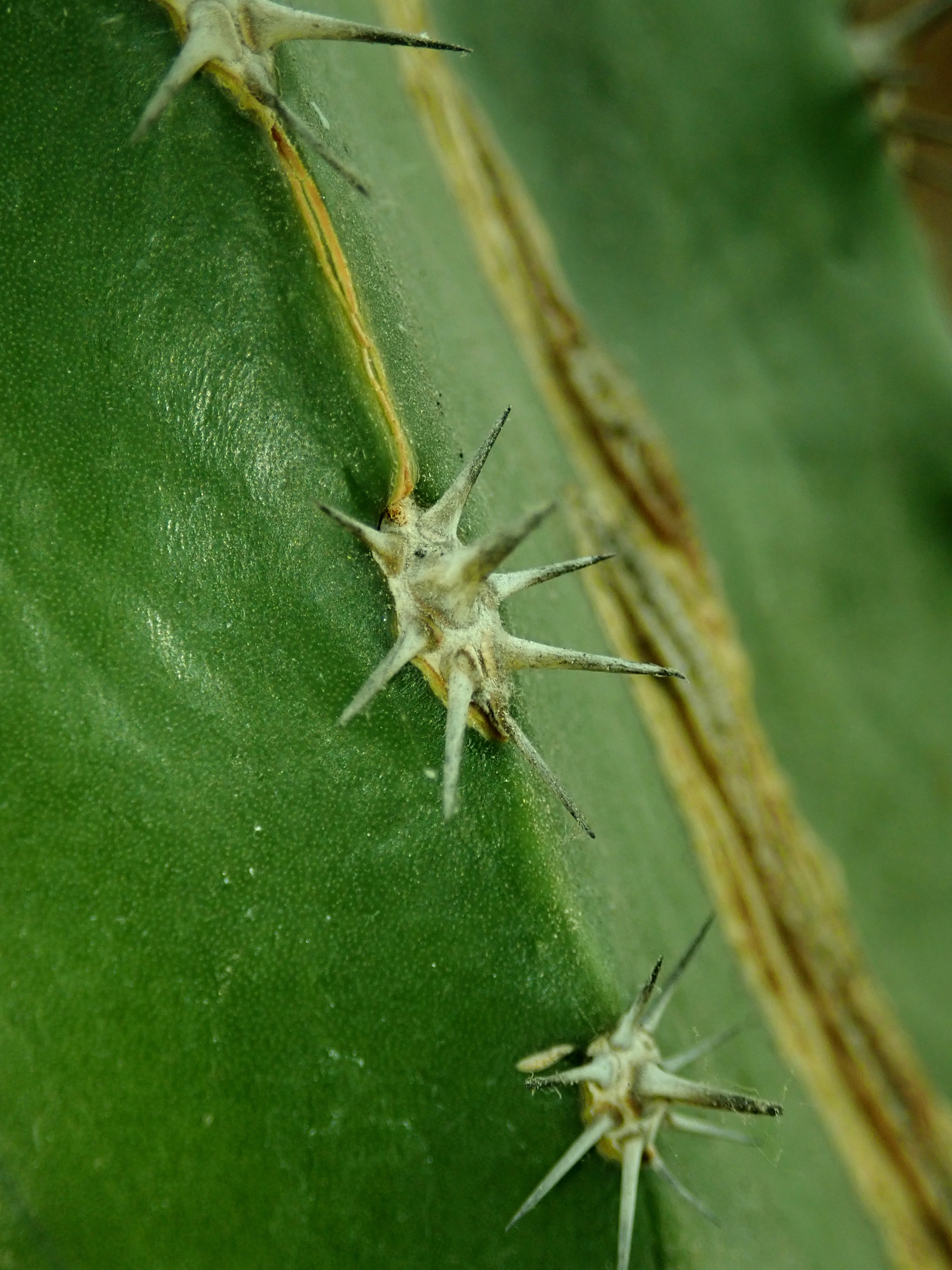
Épines.
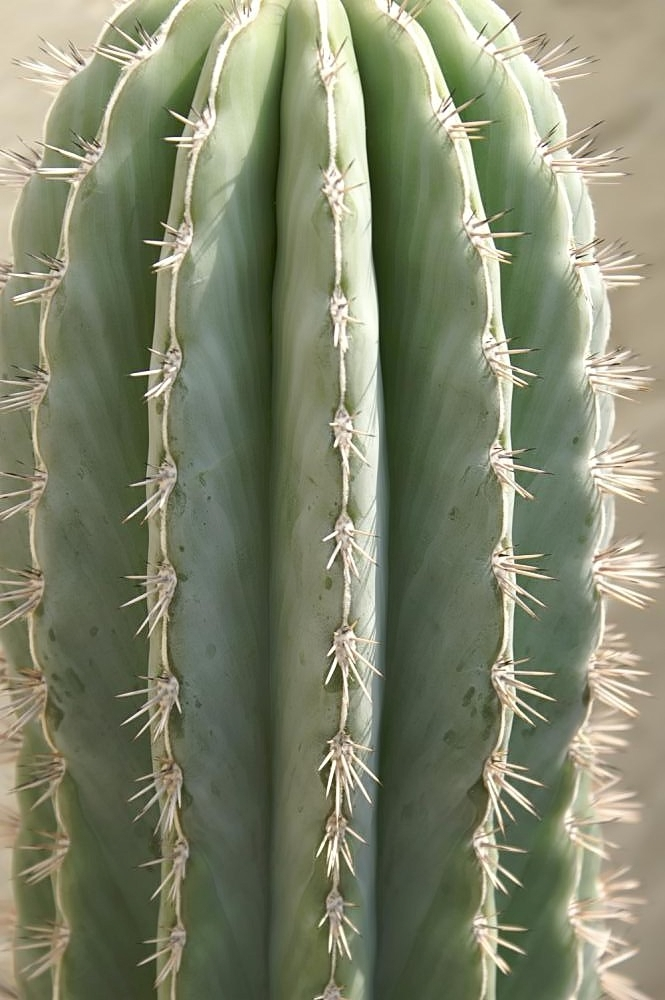
Croissance

## Distribution
P. pecten-aboriginum est endémique du Mexique. Son aire de répartition s'étend à travers les États occidentaux de la Baja California en passant par Sinaloa et Sonora jusqu'au Chiapas. Il pousse dans le Chihuahua et les Sonoras, la forêt d'épines de Sinaloa et les plaines du sud de Sonora.

### Habitat
P. pecten-aboriginum se trouve sur les pentes et les plaines, ainsi que dans les vallées et les arroyos. Son habitat comprend des broussailles épineuses, des forêts tropicales de feuillus et des broussailles du désert de Sonora. Il pousse sur des terrains plats, sur des collines et dans des canyons. Il est abondant dans les broussailles subtropicales du sud de Sonora, en particulier dans les contreforts et les basses montagnes.

### Biologie
P. pecten-aboriginum est une plante diploïde. Sa biologie florale diffère selon son aire de répartition. À Tehuacán, il est pollinisé la nuit par des chauves-souris se nourrissant de nectar. Dans le désert de Sonora, les fleurs restent ouvertes plus longtemps dans la journée pour attirer les pollinisateurs nocturnes et diurnes.

## Taxonomie
La plante a été décrite pour la première fois sous le nom de « Cereus pecten-aboriginum » en 1886 par Sereno Watson. Nathaniel Lord Britton et Joseph Nelson Rose les ont placés dans le genre Pachycereus en 1909.

## Utilisations

### Nourriture
Le fruit peut être consommé cru ou cuit, et peut être transformé en sirop ou en conserves ou en confiture. Il a été utilisé pour faire du vin. Le peuple Mayo préparait des tortillas à partir de graines moulues mélangées à de la farine de maïs. Cette farine dite d'etcho-graines était utilisée dans les aliments du petit-déjeuner tels que les crêpes,.

### Médicinal
Les Mayo utilisaient le cactus comme plante médicinale. Des morceaux de chair ont été appliqués sur les blessures pour empêcher le saignement. La chair du cactus était cuite dans de l'eau salée et la solution était appliquée sur les plaies infectées trois fois par jour, suivie d'une poudre de sulfathiazole. Le jus était consommé comme tonique à base de plantes et pour traiter les mal de gorge.

### Autre utilisation
Les fruits étaient utilisés comme peignes par les peuples autochtones. Pour fabriquer une brosse à cheveux, les épines ont été retirées d'environ deux tiers du fruit et les épines restantes ont été coupées à environ 1 cm de longueur.

## Systématique
Le nom correct complet (avec auteur) de ce taxon est Pachycereus pecten-aboriginum (Engelm. ex S.Watson) Britton & Rose.
L'espèce a été initialement classée dans le genre Cereus sous le basionyme Cereus pecten-aboriginum Engelm. ex S.Watson.
Pachycereus pecten-aboriginum a pour synonymes :
- Cereus pecten-aboriginum Engelm. ex S.Watson
- Cereus pecten-aboriginum Engelm., 1886
- Pachycereus pecten-aboriginum subsp. tehuantepecanus (T.Mac Doug. & Bravo) P.V.Heath
- Pachycereus tehuantepecanus T.Mac Doug. & Bravo